# Triepeolus subnitens
Triepeolus subnitens là một loài Hymenoptera trong họ Apidae. Loài này được Cockerell & Timberlake mô tả khoa học năm 1929.